# Sátor Csaba
Sátor Csaba (Győr, 1966. október 14. –) üzletember, a Vidanet Zrt. vezérigazgatója.

## Élete
Pályáját a Széchenyi István Főiskola munkatársaként kezdte meg, majd 1993-ban csatlakozott az akkor még WESTEL Rádiótelefon Kft. néven működő vállalathoz. Összesen 7 évig volt a napjainkban T-Mobile-ként ismert WESTEL900 GSM Mobil Távközlési Rt. munkatársa, kezdetben mint régióvezető tevékenykedett a cégnél, majd 2000-ben a marketing igazgatóhelyettesi posztról távozott a vállalattól.
Sátor Csaba ezt követően is távközlési területen maradt, 2001-től a TVNET Számítástechnikai Kft. ügyvezető igazgatójaként, majd 2003-tól az Etel Magyarország Kft. kereskedelmi igazgatójaként. 2005-ben távozott posztjáról, és az Interware Internet Szolgáltató Zrt. kereskedelmi igazgatójaként folytatta munkáját. 2008 augusztusában kinevezték az Interware Internet Szolgáltató Zrt. vezérigazgatójává, azonban csupán 2009 decemberéig töltötte be ezt a pozíciót, mivel 2010. január óta a Vidanet Zrt. regionális távközlési szolgáltató vezérigazgatójaként tevékenykedik. Nevéhez kapcsolódik a Vidanet Zrt. 2010-ben végrehajtott arculatváltása is, mely jelentős fordulatot hozott a cég életében és szemléletében egyaránt.

## Végzettsége
1985-ben gimnáziumi érettségit tett a győri Bercsényi Miklós Közlekedési Szakközépiskola és Gimnázium autóforgalmi szakán, majd a győri Széchenyi István Főiskolán diplomázott. Ezt követően közgazdasági végzettséget szerzett a Budapesti Közgazdaságtudományi Egyetem közgazdasági karán, majd elvégezte az egyetem kétéves MBA-képzését is.

## Családja
Élettársi kapcsolatban él párjával, akivel közösen nevelik fiúkat.